# Luteolina
A luteolina  é um corante vegetal amarelo, derivado flavónico, antigamente usado em tinturaria têxtil.